# Hrabia Aylesford

## Informacje ogólne
- Dodatkowymi tytułami hrabiego Aylesbury są:
  - baron Guernsey
- Najstarszy syn hrabiego Aylesbury nosi tytuł lorda Guernsey
- Rodową siedzibą hrabiów Aylesbury jest Packington Hall w hrabstwie Warwickshire

Hrabiowie Aylesford 1. kreacji (parostwo Wielkiej Brytanii)
- 1714–1719: Heneage Finch (1. hrabia Aylesford)
- 1719–1757: Heneage Finch (2. hrabia Aylesford)
- 1757–1777: Heneage Finch (3. hrabia Aylesford)
- 1777–1812: Heneage Finch (4. hrabia Aylesford)
- 1812–1859: Heneage Finch (5. hrabia Aylesford)
- 1859–1871: Heneage Finch (6. hrabia Aylesford)
- 1871–1885: Heneage Finch (7. hrabia Aylesford)
- 1885–1924: Charles Wightwick Finch, 8. hrabia Aylesford
- 1924–1940: Heneage Michael Charles Finch, 9. hrabia Aylesford
- 1940–1958: Charles Daniel Finch-Knightley, 10. hrabia Aylesford
- 1958 -: Charles Ian Finch-Knightley, 11. hrabia Aylesford

Następca 11. hrabiego Aylesford: Heneage Charles Finch-Knightley, lord Guernsey